# Fritz Schultze

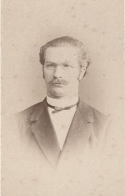
Fritz Schultze, i 1876

Karl August Julius Fritz Schultze, född 1846 i Celle, död 1908 i Dresden, var en tysk filosof, psykolog och pedagog.
Schultze blev 1871 docent i filosofi vid universitetet i Jena, 1875 extra ordinarie professor där och 1876 professor i filosofi och pedagogik vid tekniska högskolan i Dresden. Han utövade omfattande verksamhet genom populärvetenskapliga föreläsningar i filosofi och pedagogik och gjorde sig särskilt förtjänt om de primitiva folkens och djurens psykologi. 
Bland hans skrifter kan nämnas: Die Tierseele (1868), Kant und Darwin (1875), Die Sprache des Kindes (1880), Die Grundgedanken des Materialismus (1881), Philosophie der Naturwissenschaften (2 band, 1881–1882), Vergleichende Seelenkunde (I, i 2 band, 1892–1897), Deutsche Erziehung (1893), Psychologie der Naturvölker (1900) med flera.